# イリノイ大学/NCSAオープンソースライセンス
イリノイ大学/NCSAオープンソースライセンス (イリノイだいがく NCSAオープンソースライセンス、UIUCライセンス、英語: University of Illinois/NCSA Open Source License) は、MITライセンスと三条項BSDライセンスを基に作成されたパーミッシブ・ライセンスである。2つのライセンスを組み合わせることで、より明確で簡潔なライセンスになっている。
UIUCライセンスは、2001年に設立されたイリノイ大学の委員会による成果である。UIUCライセンスは、米国立スーパーコンピュータ応用研究所 (NCSA) とソフトウェアコミュニティの新たなライセンス基準となることを目的に作成された。2002年3月28日、オープンソース・イニシアティブ (OSI) によってオープンソースライセンスに認定された。
UIUCライセンスに基づくソースコードは、コピーレフトな自由ソフトウェアライセンスのものとは異なり、プロプライエタリソフトウェアに組み込むことができる。UIUCライセンスは、GNU GPLの全てのバージョンと互換性がある。LLVM・Clang・LLDBなどがUIUCライセンスでリリースされている (バージョン8.0.1まで)。

## ライセンス条文
以下はUIUCライセンスのテンプレートである。UIUCライセンスを実際に利用する場合は、山括弧内に年や名前などを記入する。
```
Copyright (c) <YEAR> <OWNER ORGANIZATION NAME>.  All rights reserved.

Developed by: <NAME OF DEVELOPMENT GROUP>
              <NAME OF INSTITUTION>
              <URL FOR DEVELOPMENT GROUP/INSTITUTION>

Permission is hereby granted, free of charge, to any person obtaining a copy of this software and associated documentation files (the "Software"), to deal with the Software without restriction, including without limitation the rights to use, copy, modify, merge, publish, distribute, sublicense, and/or sell copies of the Software, and to permit persons to whom the Software is furnished to do so, subject to the following conditions:

* Redistributions of source code must retain the above copyright notice, this list of conditions and the following disclaimers.
* Redistributions in binary form must reproduce the above copyright notice, this list of conditions and the following disclaimers in the documentation and/or other materials provided with the distribution.
* Neither the names of <NAME OF DEVELOPMENT GROUP>, <NAME OF INSTITUTION>, nor the names of its contributors may be used to endorse or promote products derived from this Software without specific prior written permission.

THE SOFTWARE IS PROVIDED "AS IS", WITHOUT WARRANTY OF ANY KIND, EXPRESS OR IMPLIED, INCLUDING BUT NOT LIMITED TO THE WARRANTIES OF MERCHANTABILITY, FITNESS FOR A PARTICULAR PURPOSE AND NONINFRINGEMENT.  IN NO EVENT SHALL THE CONTRIBUTORS OR COPYRIGHT HOLDERS BE LIABLE FOR ANY CLAIM, DAMAGES OR OTHER LIABILITY, WHETHER IN AN ACTION OF CONTRACT, TORT OR OTHERWISE, ARISING FROM, OUT OF OR IN CONNECTION WITH THE SOFTWARE OR THE USE OR OTHER DEALINGS WITH THE SOFTWARE.

```

## 他のライセンスとの比較
UIUCライセンスは、MITライセンスやBSDライセンスのようなテンプレートベースのライセンスである。
最初のライセンス付与は、MITライセンスに基づいている。ソフトウェアに加えて、関連するドキュメントにもライセンスが適用されることを明確に述べており、BSDライセンスよりも権利の与えられる範囲について具体的になっている。
3つのライセンス条項は、三条項BSDライセンスのものとほぼ同一のものである。著作権とライセンス条文の表示を再配布の条件としている。また、派生物で開発者の名前を無許可で宣伝することを禁止している。これらの条項によって、ソースコードでの配布とバイナリでの配布を区別しないMITライセンスよりも正確なものになっている。
UIUCライセンスは、OSIのローレンス・ローゼンがアカデミック・フリー・ライセンス (AFL) を作成することを促した。AFLは、BSDライセンス・MITライセンス・UIUCライセンスよりも複雑なものになっており、特許や商標法への対策が行われている。